# Gianni di Calais
Gianni di Calais (título original en italiano; en español, Juan de Calais) es un melodramma semiserio en tres actos con música de Gaetano Donizetti y libreto de Domenico Gilardoni. Se estrenó el 2 de agosto de 1828 en el Teatro del Fondo de Nápoles, Italia. Buena parte del éxito de la ópera se debió a la interpretación de los dos célebres cantantes Antonio Tamburini, para el cual Donizetti había escrito el papel de Rustano, y Giovanni Battista Rubini, que representó al protagonista.